# Aziz Nesin
Aziz Nesin właśc. Mehmet Nusret (ur. 20 grudnia 1915, zm. 6 lipca 1995) – turecki pisarz, satyryk.

## Życiorys
Nesin urodził się na wyspie Heybeliada (Wyspy Książęce), tam też uczęszczał do szkoły. W 1939 roku ukończył szkołę wojskową. Służbę wojskową pełnił początkowo na terenie Tracji, później w okolicach Karsu, a następnie w Ankarze, gdzie w 1944 roku zrezygnował z munduru. Podjął następnie współpracę z lewicowymi pismami o profilu satyrycznym. W 1946 roku wydawał satyryczne pismo Markopaşa (do którego pisał m.in. Sabahattin Ali), podejmujące także problemy polityczne. Za swą działalność był kilkakrotnie więziony. Ze względu na trudności ze strony cenzury państwowej oraz służb bezpieczeństwa musiał zamykać wydawane przez siebie czasopisma lub też obchodzić prawo zmieniając ich nazwy. 
Określał siebie socjalistą, w latach 60. należał do Partii Pracujących Turcji (TİP). Był kilkakrotnie więziony i inwigilowany przez Narodową Służbę Bezpieczeństwa (MAH w języku tureckim) za swoje poglądy polityczne. 
W 1972 roku założył fundację, stawiającą sobie za cel opiekę nad dziećmi, których rodziny nie są w stanie zapewnić im wykształcenia. Podstawą utrzymania fundacji były zyski z praw autorskich do utworów Nesina. 
Nesin zmarł na atak serca 6 czerwca 1995 roku.

## Twórczość
Nesin jest autorem licznych utworów (powieści, opowiadań, sztuk scenicznych), w których podejmował aktualną tematykę społeczną i polityczną, przedstawiając ją w sposób satyryczny. W poszukiwaniach formalnych chętnie sięgał po opowieści Hodży Nasreddina, turecką twórczość ludową, bajki zwierzęce, anegdoty bektaszytów i teatr improwizacji. Motywy zaczerpnięte z klasycznych tekstów zestawiał z problemami współczesności, takimi jak analfabetyzm, bezrobocie, trudna sytuacja gospodarcza, fanatyzm religijny, sytuacja kobiet w społeczeństwie tureckim, kłamstwa polityków, itp.. Posługiwał się przy tym żywym, bogatym językiem, różnicując jego stylistykę w zależności od postaci, wprowadzał elementy gwar, żargonu zawodowego, sięgał po gry słów, przytaczał przysłowia, metafory z poezji ludowej, itp..
W przekładzie na język polski ukazał się tom opowiadań Nesina Dam ci dobrą radę, przełożony przez Małgorzatę Łabęcką-Koecherową i wydany w Warszawie w 1965 roku.